# 1942 dans les Pyrénées-Orientales
Chronologie des Pyrénées-Orientales
- 1938
- 1939
- 1940
- 1941
- 1942
- 1943
- 1944
- 1945
- 1946

Cette page recense des événements qui se sont produits durant l'année 1942 dans les Pyrénées-Orientales.

## Chronologie

### Février
- 4 (certaines sources donnent février 1941) : Jean Font devient chef départemental du recrutement, de l'organisation et de la propagande du mouvement résistant Combat.

### Mars
- 6, à Perpignan : l'humoriste Pierre Dac est incarcéré. Il avait fui en Espagne, été emprisonné quelques mois puis livré à la France[1].

### Avril
- Début du mois, le curé de Dorres, Jean Ginoux, supprime le cantique catalan Mata Jueus lors des célébrations de la Semaine sainte.
- 20 : création de la section départementale du Service d'ordre légionnaire.

### Mai
- 23 : l'ancien numéro 1 départemental du Parti communiste et résistant Pierre Garcias est libéré de prison où il était incarcéré depuis le 22 septembre 1941.

### Juillet
- 14, à Perpignan, place Arago : pour la fête nationale, première importante manifestation des mouvements de Résistance contre l'occupant.

### Août
- 1er : de nombreux fonctionnaires opposants au régime, reconnus coupables d'« activités anti-nationales », sont révoqués. Parmi eux, Camille Fourquet, instituteur.
- 26 : une partie du camp de Rivesaltes est transformée en camp de transit pour les Juifs vers les Camps d'extermination nazis.

### Octobre
- 1er : par arrêté préfectoral, les communes de Palalda et Amélie-les-Bains fusionnent pour devenir Amélie-les-Bains-Palalda[2].

### Novembre
- 1er : le résistant communiste Honoré Frigola, déporté en Algérie puis gracié par le maréchal Pétain, rentre dans le département. Il reprendra rapidement ses activités de résistance.
- 12 : Kurt Stratmann est nommé commandant du port de Port-Vendres[3].
- 14 : le curé de Dorres, Jean Ginoux, reçoit ses premiers passagers clandestins pour l'Espagne.
- 22 : fermeture du camp de Rivesaltes.
- Durant ce mois : 
  - la pouponnière de Banyuls-sur-Mer est définitivement fermée.
  - par Saint-Laurent-de-Cerdans, le général Jean Gilles, originaire du département, passe clandestinement en Espagne pour entrer en résistance. Il est arrêté par la police espagnole, mais sera libéré et rejoindra Alger où il prendra le commandement du 13e régiment de tirailleurs sénégalais.

### Décembre
- 15 : Walter Denys devient commandant du port de Port-Vendres en remplacement de Kurt Stratmann. Il le restera jusqu'à la Libération, le 19 août 1944[3].

## Naissances
- 20 avril, à Perpignan : Alix Brijatoff, fils d'immigrés juifs d'Europe de l'Est fuyant les nazis, futur écrivain.
- 18 mai, à  Claira : Alain Esclopé, futur député européen (1999-2004).
- 24 juillet à Perpignan : Pierre Aylagas, futur conseiller général, maire d'Argelès-sur-Mer et député.
- 27 septembre à Elne : Raymond Rébujent futur joueur international de rugby à XV et à XIII.

## Décès
- 2 juin, à Mont-Louis : Henri Delclos (né en 1882 à Perpignan), journaliste et militant radical-socialiste.
- 9 décembre, à Taurinya sur les flancs du Canigou lors d'une ascension en solitaire : René d'Estève de Bosch (né en 1918), membre actif de la Légion des volontaires français contre le bolchevisme et du Service d'ordre légionnaire.